# 빅토르 펠레빈
빅토르 올레고비치 펠레빈(Ви́ктор Оле́гович Пеле́вин, 문화어: 빅또르 올레고비치 뻴레빈, 1962년 11월 22일 ~ )은 러시아의 소설가이다.

## 생애
펠레빈은 1962년 11월 22일, 당시 소련의 모스크바에서 태어났다. 아버지 올렉 아나톨리예비치는 모스크바 바우만 고등기술전문학교의 군사학과 교사였고, 어머니 예프레모바 지나이다 세묘노브나는 펠레빈이 졸업한 명문 중등영어특수학교의 영어 교사였다. 1985년 모스크바 에너지 연구소의 전기 설비·산업 및 운송 자동화 학부를 우수한 성적으로 졸업했고 1989년에는 박사 과정을 마쳤다. 이후 그는 ‘열대기후에서 곤충으로부터 미그기의 전자장치를 보호하는 법’ 프로젝트에 엔지니어로 참여한다. 1988년부터는 고리키 문학대학의 세미나에 참여하면서 가끔씩 잡지에 원고를 싣거나 편집 일을 하게 된다. 편집 일의 대표적인 것으로는 카를로스 카스타네다의 번역집이 있으며, 20대 초반에 펠레빈은 소련에서 지하 유통되던 카스타네다의 작품에 많은 영감을 받았다고 밝힌 바 있다. 1989년 손바닥 크기의 작은 잡지 《과학과 종교》에 첫 번째 단편 〈마법사 이그나트와 인간들〉을 발표하는데, 당시 이 작품은 폭발적인 인기를 끌었다. 엔지니어에서 작가로 전향하게 된 계기에 대해 그는 이렇게 말한다. “모스크바 지하의 동굴과 터널에서 살고 있는 스탈린의 비밀 상속자에 대한 이야기가 머릿속에 떠올랐다. 한번 풀어내 보고 싶었다. 그 이야기가 특별히 훌륭했다고는 할 수 없지만 그것을 쓸 때 내가 갖게 되는 느낌이 좋았다. 그래서 단편을 쓰기 시작했다.” 펠레빈은 한동안 이 잡지에서 편집자로 일했으며, 동양의 신비주의에 관한 시리즈를 담당했다. 고리키 문학대학은 중퇴한다. 1991년 그는 잡지 《즈나먀》에 편집자로 취직해 공상과학소설 분야 팀장을 맡았고, 첫 단편선 《청색 등불》을 내놓는다. 이후 첫 장편소설 《오몬 라》를 비롯하여 《벌레들의 삶》 《차파예프와 공허》 《P 세대》 《어디에서인지 모르고 어디로인지도 모르는 과도기의 변증법》 《마물의 성전》 《공포의 헬멧》 《엠파이어 V》 《t》 《S.N.U.F.F.》 등의 작품을 발표해 왔다.
《뉴요커》는 1994년 가장 뛰어난 세계의 35세 이하 작가 6인 가운데 한 사람으로 펠레빈을 꼽았으며, 〈뉴욕타임스 매거진〉은 그를 가리켜 러시아 신세대를 대표하는 작가라고 격찬했다. 〈뉴욕 타임스〉에 따르면 그는 ‘현재 러시아에서 무슨 일이 벌어지고 있는가’를 가장 밀도 있게 다루는 작가로, 개방 전 시대였다면 정신병원에 가거나 망명해야 했을 정도로 신랄하다. 한편 러시아 녹색당은 2000년 펠레빈을 총리 후보로 올리기도 했고, 2009년 러시아의 OpenSpace.ru에서 실시한 설문조사에서는 러시아의 가장 영향력 있는 지식인으로 명명되기도 했으며, 어느 프랑스 잡지는 세계 문화에서 가장 중요한 현대인 1000명 목록에 펠레빈의 이름을 올리기도 했다.

## 작품 방식
펠레빈은 불교적인 색채를 띤 작품을 많이 발표해 왔는데, 숭산 스님이 러시아를 방문했을 때 선을 접하게 되었다고 한다. 이따금 한국의 절에서 동안거를 지내기도 하는 그는 선을 종교가 아닌 일상적인 삶의 일부이며 삶 그 자체라고 이야기한다. 말로 표현하는 소설의 사상에는 한계가 있기에 이를 극복하는 하나의 방법으로서 참선에 몰두한다고. 또한 펠레빈은 인터뷰를 잘 하지 않는 것으로 알려져 있다. 그래서 베일에 싸인 작가, 침묵하는 작가라는 별명이 붙기도 했다. 그리고 인터뷰를 하게 되더라도 작품에 대한 이야기보다는 인간의 정신이나 본성 등에 대해 이야기한다. 펠레빈의 작품에는 플롯, 등장인물 설정, 문체, 서술 언어에 관한 작자와 독자 사이의 대화가 거의 존재하지 않는데, 이는 텍스트에 의미를 부여하는 것은 독자라는 그의 철학과도 부합한다. 그런데 이 철학은 때로 그의 짓궂은 농담을 동반한다. 이를테면 《P 세대》의 뒤표지에는 “이 책을 읽을 때 순차적으로 떠오를 수 있는 사상은 모두 저작권의 대상이 된다. 그것들을 허가 없이 사고하는 일은 금지되어 있음”이라는 펠레빈의 말이 실려 있다. 한편 펠레빈은 여러 사람 앞에서 절대 선글라스를 벗으려 하지 않는 것으로도 유명하다. 2001년 일본에서 있었던 러일작가회의에 참석한 그는 선글라스를 벗어 달라는 한 청중의 요청에 “당신이 입고 있는 바지를 벗어 주시오, 라고 말하면 당신은 벗어 줄 수 있는가? 만약 그렇다면 나도 선글라스를 벗겠다.”라고 응수했다고 한다.
대중문학의 해일이 순수문학을 삼켜 버리는 듯했던 1990년대 초반에, 펠레빈의 출현은 소련-러시아의 새로운 독자 세대 모두에게 활력을 불러일으켰다. 환상 영역과 현실 영역을 유동적으로 왕복하면서 그 경계 넘기를 서술 형식으로 보여 준 펠레빈. 이야기와 역사에 대한 인식과 감각에 새로운 패러다임을 제시하겠다는 그의, 이야기의 의미란 무엇인가를 묻는 철학자적인 아우라에 전 세계 독자는 열광했다. 존재 조건의 복수성, 이러한 중층의 영역을 파악하는 서술에서 나오는 서정에 독자의 감각은 저항을 잊고 스스로 그의 작품 세계에 몸담게 된다. 한편 어느 인터뷰에서 기상천외한 작품들을 쓸 때 영감은 하늘에서 오는가 내부로부터 나오는가라는 질문에 그는 이렇게 대답했다고 한다. “하늘이란 어디에 있는가. 외부인가 아니면 내부인가. 우리 눈에 보이는 이 세계는 우리 내부에 있는 것인가 외부에 있는 것인가. 외부에 있는 듯 보이지만, 실상 ‘외부’란 모두 ‘내부’에서 발생하는 것이다. 그러나 그것이 내부라고 파악하자마자 거기에는 전혀 아무것도 없음을 알게 된다. 이를 이야기하고 있는 것이 반야심경이다. 이 ‘전혀 아무것도 없는’ 곳에서 영감도 온다. 그 영감을 방해하는 것도 함께.”
펠레빈의 작품은 세계 여러 언어로 번역되어 있으며, 영화와 연극으로 재탄생되었다. 한 문학상 선정 과정에서 심사위원들은 그를 탈락시키며 “펠레빈은 러시아의 문화적 기억을 집어삼키는 바이러스”라고 한 목소리로 비난했지만, 후일 이 상의 보수성이 도마에 오르는 결과를 낳기도 했다.
그는 《P5―핀도스탄 정치 피그미들의 이별가》를 제외한 2009년 이전에 출판된 작품에 한해 비상업적인 용도로 사용될 경우, 러시아어 텍스트를 인터넷에 게시하는 것을 허용하고 있다.

## 참고 자료
- 《오몬 라》, 최건영 역, 고즈윈, 2012